# Hjalmar Lundbohm
Johan Olof Hjalmar Lundbohm (Ödeborg, 25 aprile 1855 – Kiruna, 4 aprile 1926) è stato un chimico e geologo svedese.

## Biografia
Figlio di August Ferdinand Lundbohm e Augusta Hammarin, studiò chimica e geologia a Göteborg. Diede un contributo importante alla città di Kiruna
Fu direttore della LKAB dal 1900 al 1920